# نینا باودن
نینا باودن (به انگلیسی: Nina Bawden) (زادهٔ ۱۹ ژانویه ۱۹۲۵ در ایلفورد، اسکس – درگذشتهٔ ۲۲ اوت ۲۰۱۲ در لندن) رمان‌نویس و نویسندهٔ کتاب‌های کودکان بریتانیایی و خالق ۴۸ کتاب بود. راهیابی به فهرست نهایی جایزهٔ من بوکر در سال ۱۹۸۷ و جایزهٔ ادبی لاست من بوکر در سال ۲۰۱۰ از افتخارات وی است.

## زندگی
نینا ماری مآبی (به انگلیسی: Nina Mary Mabey) در ۱۹ ژانویهٔ ۱۹۲۵ در ایلفورد، اسکس زاده شد.
نینا باودن که در دوران حیاتش به تحصیل رشته‌های علوم سیاسی، فلسفه و اقتصاد در دانشگاه آکسفورد پرداخته بود، خالق ۴۸ کتاب از جمله رمان و آثار غیرداستانی بود.
این بانوی نویسندهٔ بریتانیایی یکی از نویسندگان مشهور آثار کودک محسوب می‌شد. او با کتاب «جنگ کری» در سال ۱۹۷۳ به شهرت رسید. این کتاب بر مبنای خاطرات کودکی خود او در دوران جنگ جهانی دوم نوشته شده بود که سال ۱۹۹۳ برندهٔ جایزهٔ فونکس شد. «جنگ کری» داستانی بود که دو بار دستمایهٔ سریال‌های تلویزیونی شبکه‌های انگلیسی قرار گرفت که آخرین آن‌ها «شاهکار تئاتر» نام داشت که در سال ۲۰۰۶ به روی آنتن شبکهٔ PBS رفت. رمان «چرخهٔ فریب» از دیگر کتاب‌های او برای بزرگسالان است که سال ۱۹۸۷ به فهرست نهایی جایزهٔ ادبی من بوکر راه یافت.
وی که بیشتر در انگلیس به عنوان نویسندهٔ آثار نوجوانان شناخته می‌شود، برای درک بالای زندگی درونی شخصیت‌هایش بسیار مورد توجه منتقدین قرار می‌گرفت. این نویسنده در سال ۱۹۹۵ مدال افتخاری سلطنتی انگلیس را به پاس دستاورد حرفه‌ای دریافت کرد.
این نویسنده در یکی از آخرین کتاب‌هایش با عنوان «آستن عزیز» که در سال ۲۰۰۵ روانهٔ بازار کتاب شد به حادثهٔ قطار سال ۲۰۰۲ پرداخت که موجب مرگ همسرش شده بود. خود باودن نیز در این حادثه به‌شدت مجروح شده بود.
در نهایت، نینا باودن، در سن ۸۷ سالگی در صبح روز چهارشنبه ۲۲ اوت ۲۰۱۲ در خانه‌اش در لندن گذشت. ویراگو، ناشر آثار این نویسنده با صدور اعلامیه‌ای برای تأیید مرگ او، از این نویسنده به عنوان نویسنده‌ای باهوش، ملایم و برازنده یاد کرد و یادآور شد که او آثاری نوشته‌است کم‌حجم اما پرقدرت که به تقویت صفات انسانی کمک می‌کرد.

## آثار
| - ۱۹۵۳ — چه‌کسی تون را صدا زد (به انگلیسی: Who Calls the Tune?) - ۱۹۵۴ — فلامینگوی پیر (به انگلیسی: The Old Flamingo) - ۱۹۵۵ — این‌جا را مثل بابل کن (به انگلیسی: Change Here for Babylon) - ۱۹۵۶ — کودک انفرادی (به انگلیسی: The Solitary Child) - ۱۹۵۸ — دیو کنار دریا (به انگلیسی: Devil by the Sea) - ۱۹۶۰ — مثل یک دخترخانم (به انگلیسی: Just Like a Lady) - ۱۹۶۱ — در هانور باوند (به انگلیسی: In Honour Bound) - ۱۹۶۳ — پاساژ مخفی (به انگلیسی: The Secret Passage) - ۱۹۶۳ — لاک‌پشت با نور شمع(به انگلیسی: Tortoise by Candlelight) - ۱۹۶۳ — خانهٔ اسرار (به انگلیسی: The House of Secrets) - ۱۹۶۴ — داخل جاده (به انگلیسی: On the Run) - ۱۹۶۴ — زیر پوست (به انگلیسی: Under the Skin) - ۱۹۶۵ — کمی عشق، کمی آموزش (به انگلیسی: A Little Love, A Little Learning) - ۱۹۶۶ — دار و دستهٔ اسب سفید (به انگلیسی: The White Horse Gang) - ۱۹۶۶ — دختر جادوگر (به انگلیسی: The Witch's Daughter) - ۱۹۶۷ — یک مشت دزد (به انگلیسی: A Handful of Thieves) - ۱۹۶۷ — زنی به سن من (به انگلیسی: A Woman of My Age) - ۱۹۶۹ — ذره‌ای از حقیقت (به انگلیسی: The Grain of Truth) - ۱۹۶۹ — تابستانی گذرنده (به انگلیسی: The Runaway Summer) - ۱۹۷۰ — پرندگان روی درختان (به انگلیسی: The Birds on the Trees) - ۱۹۷۱ — آتش‌بازی (به انگلیسی: Squib) - ۱۹۷۲ — آنا آپارنت (به انگلیسی: Anna Apparent) - ۱۹۷۳ — جنگ کری (به انگلیسی: Carrie's War) - ۱۹۷۴ — جرج بنت یک ماه کاغذی (به انگلیسی: George Beneath a Paper Moon) - ۱۹۷۵ — خوک نعنایی (به انگلیسی: The Peppermint Pig) — برندهٔ جایزهٔ گاردین ۱۹۷۶ | - ۱۹۷۶ — بعدازظهر یک زن خوب (به انگلیسی: Afternoon of a Good Woman) - ۱۹۷۶ — کودک انفرادی (به انگلیسی: Solitary Child) - ۱۹۷۸ — شورشی روی یک صخره (به انگلیسی: Rebel on a Rock) - ۱۹۷۹ — مصائب خانوادگی (به انگلیسی: Familiar Passions) - ۱۹۷۹ — دزدان (به انگلیسی: The Robbers) - ۱۹۸۱ — پرسهٔ برهنه (به انگلیسی: Walking Naked) - ۱۹۸۱ — ویلیام تل (به انگلیسی: William Tell)، کتاب عکس - ۱۹۸۲ — محبوس در تاریکی (به انگلیسی: Kept in the Dark) - ۱۹۸۳ — خانهٔ یخی (به انگلیسی: The Ice House) - ۱۹۸۳ — سنت فرانسیس آسیسی (به انگلیسی: Saint Francis of Assisi)، کتاب عکس - ۱۹۸۵ — یافتن (به انگلیسی: The Finding) - ۱۹۸۵ — روی پرتگاه (به انگلیسی: On the Edge) - ۱۹۸۶ — شازده آلیس (به انگلیسی: Princess Alice) - ۱۹۸۷ — چرخهٔ فریب (به انگلیسی: Circles of Deceit) - ۱۹۸۸ — هنری (به انگلیسی: Henry) - ۱۹۸۸ — نگه‌داشتن هنری (به انگلیسی: Keeping Henry) - ۱۹۸۹ — بچهٔ بیرون (به انگلیسی: The Outside Child) - ۱۹۹۱ — پول خانوادگی (به انگلیسی: Family Money) - ۱۹۹۲ — فریب (به انگلیسی: Humbug) - ۱۹۹۳ — پلاتو جونز واقتی (به انگلیسی: The Real Plato Jones) - ۱۹۹۴ — در وقت خودم: تقریباً یک خودزندگی‌نامه (به انگلیسی: In My Own Time: Almost an Autobiography) - ۱۹۹۵ — ننه پاگ (به انگلیسی: Granny the Pag) - ۱۹۹۷ — یک تغییر خوب (به انگلیسی: A Nice Change) - ۱۹۹۸ — خارج از جاده (به انگلیسی: Off the Road) - ۲۰۰۱ — لوطی روی پله (به انگلیسی: The Ruffian on the Stair) - ۲۰۰۵ — آستن عزیز (به انگلیسی: Dear Austen) |

## پی‌نوشت
1. 1 2 3 4 5 6 7  «نینا باودن درگذشت»،  ایبنا.
2. 1 2 3 4 5 6  «نینا باودن درگذشت»،  ایسنا.